# Александра Лазаревић
Александра Лазаревић (рођена 29. новембар 1995) је српска фудбалерка која игра на позицији одбране и наступила је за женску фудбалску репрезентацију Србије.

## Каријера
Александра Лазаревић је ограничена на репрезентацију Србије, и појављује се за тим током ФИФА квалификације за светски куп за жене (2019).